# Rwanda na Mistrzostwach Świata w Lekkoatletyce 2015
Rwanda na Mistrzostwach Świata w Lekkoatletyce 2015 – reprezentacja Rwandy podczas Mistrzostw Świata w Pekinie liczyła 1 zawodnika, który nie zdobył medalu.

## Występy reprezentantów Rwandy
| Konkurencja             | Zawodnik          | Eliminacje    | Eliminacje | Finał    | Finał   |
| Konkurencja             | Zawodnik          | Rezultat      | Pozycja    | Rezultat | Pozycja |
| ----------------------- | ----------------- | ------------- | ---------- | -------- | ------- |
| Bieg na 5000 m mężczyzn | Félicien Muhitira | 14:11,12 (PB) | 35.        | NQ       | NQ      |